# Frederic John Walker
Frederic John Walker, CB, DSO fyra gånger, född 3 juni 1896, död 9 juli 1944, var en officer i brittiska Royal Navy känd för sina framgångar mot ubåtar under slaget om Atlanten under andra världskriget. Han gick under smeknamnet Johnnie Walker efter den kända whiskyn.
1941 fick Walker befälet över 36:e eskortgruppen som var baserad i Liverpool och vars uppgift främst var att eskortera fartygskonvojer till och från Gibraltar. När gruppen eskorterade konvojen HG76 (32 skepp) i december 1941 sänktes fem ubåtar (fyra av Walkers grupp) och man förlorade ett eskorthangarfartyg, en jagare och två handelsskepp. Detta beskrivs ibland som den första allierade segern under slaget om Atlanten.

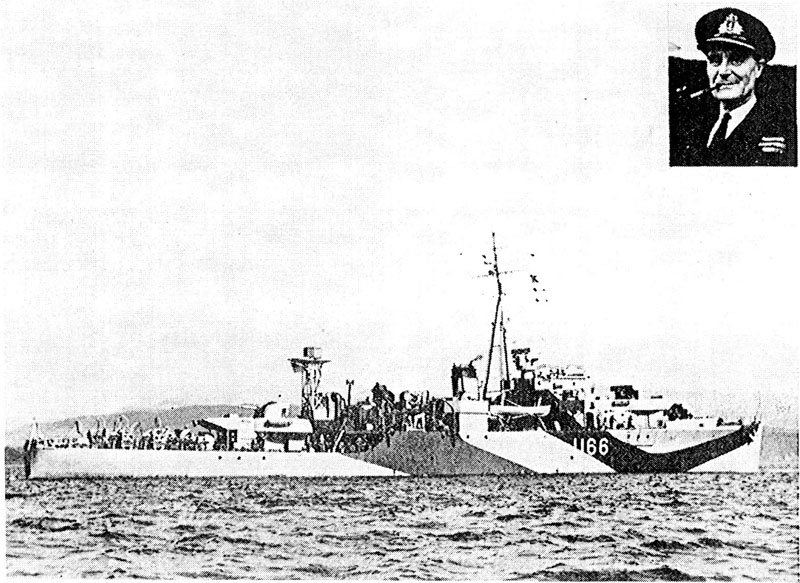

1942 fick Walker befälet över 2:a supportgruppen som hade till uppgift att jaga ubåtar utan att vara bunden till en konvoj. I juni 1942 sänktes 3 ubåtar, i juli 2 stycken och i november ytterligare 2. 
När han återkom till Liverpool fick han informationen att hans son Timothy, som saknats sedan augusti 1943, hade omkommit då ubåten som han tjänstgjorde på sänkts i Medelhavet.
Under slutet av 1943 och början av 1944 sänktes ytterligare 8 ubåtar och man förlorade bara en eskortslup vars hela besättning kunde räddas. När gruppen återvände till Liverpool möttes de av jublande folkmassor och Walker befordrades till kommendör med tre års retroaktivitet och som sådan eskorterade han en konvoj till Sovjetunionen där tre ubåtar sänktes. Under invasionen av Normandie såg ubåtsjaktgrupperna och allierat flyg till att inga ubåtar kunde attackera landsättningsstyrkorna.
Walker drabbades av en blodpropp i hjärnan och dog två dagar senare på Royal Navys sjukhus i Seaforth, Merseyside. Hans död sägs ha berott på överarbete och utmattning.